# Újpesti TE (sportegyesület)
Az Újpesti Tornaegylet, rövidebben Újpesti TE (rövidítve UTE) a SMAFC és az NTE 1866 után a harmadik legrégebbi, ma is fennálló magyarországi sportegyesület.

## Története
Az akkoriban még Budapesten kívüli – kb. 700 lakost számláló – Újpest nagyközségben helyi polgárok 1885. június 16-án alakították meg az egyesületet.
Az  egyesület negyven tagú tornászgárdája az 1885-ös országos kiállításon lépett először a nyilvánosság elé és az egyik kategória győztese lett.
Minthogy a testedzést ekkoriban hazánkban a tornasport jelentette, ezért természetes volt, hogy az újpesti sportolók első tömörülése e sport jegyében ment végbe. Az alapítók az ifjúság tüzes lelkesedésével álltak az új eszme híveinek sorába és kitartó munkával láttak neki a fiatal egyesület megszervezésének.
"Goll János kereskedelmi iskolai tanár, akinek lakásán az újpesti Deák utcában immár nem először jöttek össze legjobb barátai, név szerint: Berényi Antal, Székely-Sonnenfeld Ábris és Ugró Gyula, koccintásra emelte poharát. A nagy és szép vállalkozásra ittak, most még csak ők négyen. Volt bennük öröm is, szorongás is, de az első igen fontos lépést megtették. Ezzel indult az UTE családi időszámítása."
A hivatalos zászlóbontásra valamivel később került sor. Húsz lelkes ifjú 1885. június 16-án a piactéri iskola egyik tantermében kimondja az Újpesti Torna Egylet megalakulását. A rövidesen csatlakozó tagok száma mindössze 78. Ennyien fogadják el a klub jelszavát: Épség, Erő, Egyetértés. S ennyien egyúttal azt is, ami a későbbiekben a folytonosságot jelzi és jelképezi: legyen az UTE színe lila-fehér.
Az alakuló közgyűlés azonnal megválasztja az egyesület első vezérkarát:
- Elnök – mi sem természetesebb – Goll János,
- Alelnök: Farkas Gyula,
- Titkár: Ugró Gyula,
- Pénztáros: Székely-Sonnenfeld Ábris,
- Ellenőr: Eisner Róbert,
- Jegyző: Héderváry-Hádl Sándor,
- Ügyész: Dr. Kolpaszky István,
- Művezető: Berényi Antal.

A vezérkar első dolga az, hogy tornaterem után nézzen, ám anyagi lehetőségeik szűkösek, megfelelően felszerelt testedző helyiség akkoriban még az újpesti iskolákban sincs. A körülményekkel megalkudva az István téren frissiben felépült Heisz Tamás–féle ház két kis szobáját veszi bérbe az UTE, ennyire futja az alapítók összeadott garasaiból. Az adakozáson kívül az éves bálok bevétele jelentette a költségek fedezetét. A következő lépés: a két kis szobát nagyobbá varázsolni. Nincs mit tenni, le kell dönteni a közfalat, különben nem jut hely a gimnasztikára, érdekes mozzanat ez a faldöntés, akár jelképesnek is tekinthető. A tornasport egyeduralmát az atlétika törte meg, az első bajnok Keméndy Ernő, aki megnyerte a 120 yardos gátfutást. 1900-ba összeolvadtak az Újpesti Atlétikai Clubal és az Újpesti Football Clubal.
Az 1920-as években a sportolók sorra nyerték az országos bajnoki címeket. Györgyei Ferenc (birkózás), Istenes István (kerékpár), Halassy Olivér (úszás). 1925-ben a klub elnöke Aschner Lipót a Egyesült Izzó vezérigazgatója lett. Aschner sokat áldozott a sportéletre, neki köszönhető a Hajós Alfréd által tervezett stadion megépítése is. Az 1929-1930-as bajnoki kiírásban megszerezték az első helyet, ugyan ebben az évben a vízilabdázók, egy évvel később a kézilabdázók is bajnokok lettek. Az 1930-as években már nemzetközi versenyeken is feltüntek az UTE sportolói. Kárpáti Károly birkózó 1930-ban Európa-bajnok, Amerikában, Los Angeles városában rendezett, a X., az 1932. évi nyári olimpiai játékokkat, ahol ezüstérmes, négy évvel később Németországban, Berlinben rendezték a XI., az 1936. évi nyári olimpiai játékokkat, ahol aranyérmes lett.
1950. március 31-én Kádár János akkori belügyminiszter bejelentette, hogy a tárca sportegyesülete és az UTE egyesül. Megalakult a Dózsa SE (1957-től Újpesti Dózsa SC). A kiválóan dolgozó sportvezetők, edzők eredményességének köszönhetően egyre több szakosztály, korosztályi tagozódással alakult meg. Az új egyesület első olimpiai bajnoka a Mexikóban rendezett a XIX., nagy magasságú 1968. évi nyári olimpiai játékok kalapácsvető, Zsivótzky Gyula volt. A belügyi időszak alatt kiemelkedően jók voltak a technikai- és anyagi lehetőségek. Az Újpest egészen az 1990-es évekig főszereplője volt a magyar sportnak. 1991-től újra az UTE néven működik.

## Szakosztályai
A korábban működő harminc szakosztályból ma már csak tizenhat működik.
- Újpesti TE asztalitenisz-szakosztály
- Újpesti TE atlétikai szakosztály
- Újpesti TE birkózószakosztály
- Újpesti TE evezőszakosztály
- Újpesti TE jégkorongszakosztály
- Újpesti TE cselgáncsszakosztály
- Újpesti TE kajak-kenu szakosztály
- Újpesti TE karateszakosztály
- Újpesti TE kerékpárszakosztály
- Újpesti TE kézilabda-szakosztály
- Újpesti TE labdarúgó szakosztály → 1998-tól Újpest 1885 Futball Kft. profi labdarúgócsapat, ami 5%-ban az ÚTE, 95%-ban az Újpest Labdarúgó Kft. tulajdona. Az Újpest Labdarúgó Kft. 100%-os tulajdonosa a MOL-csoport.
- Újpesti TE lovassportszakosztály
- Újpesti TE modellező-szakosztály
- Újpesti TE öttusaszakosztály
- Újpesti TE röplabdaszakosztály
- Újpesti TE síszakosztály
- Újpesti TE sportlövőszakosztály
- Újpesti TE súlyemelő-szakosztály
- Újpesti TE tekeszakosztály
- Újpesti TE teniszszakosztály
- Újpesti TE triatlonszakosztály
- Újpesti TE tornaszakosztály
- Újpesti TE vívószakosztály
- Újpesti TE vízilabda-szakosztály

## Híres sportolói

### Örökös bajnokok
- Dobos Imre – (1910 – ?) kézilabdázó, világbajnoki harmadik helyezett, edző.
- Balogh I. István – (Budapest, 1912. szeptember 21. – Budapest, 1992. október 27.)  labdarúgó, világbajnoki második helyezett.
- Balogh II. Sándor – (Gyón, 1920. március 18.)  labdarúgó.
- Kellner Ferenc – (Budapest, 1932. október 27.) ökölvívó, olimpiai ötödik helyezett.
- Szusza Ferenc – (Budapest, 1923. december 1. – Budapest 2006. augusztus 1.) labdarúgó, az "Ad honorem Újpest 1960 – 1990" díj kitüntetettje, Újpest díszpolgára.
- Till László – (Esztergom, 1935. január 31. –) úszó, Európa-bajnok.
- Molnár István – (Debrecen, 1937. október 9. – 1999. január 29.) röplabdázó, olimpiai hatodik helyezett.
- Jánosi Ferenc – (Miskolc, 1938. június 17. –) röplabdázó, olimpiai hatodik helyezett.
- Zámbó Sándor – (Újpest, 1944. október 10.) labdarúgó, Európa-bajnoki negyedik helyezett.
- Peterman József – (Budapest, 1947. október 23. –) kerékpározó, olimpiai hatodik helyezett.
- Várhelyi Péter dr. – (1950. április 15. –) kajakozó, világbajnok.
- Wladár Sándor dr. – (Budapest, 1963. július 19. –) úszó, olimpiai bajnok, Európa-bajnok.
- Rózsa Norbert – (Dombóvár, 1972. február 9. –) úszó, világ- és Európa-bajnok, olimpiai második helyezett.

### Európa-bajnokok
- Abay Péter dr. vívó,
- Bakos György atléta (gátfutó),
- Baranyi Szabolcs teniszező,
- Barta István vízilabdázó,
- Bozsi Mihály vízilabdázó,
- Bruzsenyák Ilona atléta – távolugró,
- Csák József cselgáncsozó,
- Csányi György atléta – vágtázó,
- Cservenyák Tibor vízilabdázó,
- Csjef Sándor ökölvívó,
- Darnyi Tamás úszó,
- Dosztály János sportlövő,
- Dömötör Zoltán úszó, vízilabdázó,
- Fábián László kajakozó,
- Farkas Péter birkózó,
- Ferencz Ágnes sportlövő,
- Földessy Ödön atléta (magasugró, távolugró),
- Gedővári Imre dr. vívó,
- Goldoványi Béla atléta (futó),
- Gyarmati Dezső vízilabdázó,
- Halassy Olivér vízilabdázó,
- Holup János sportlövő,
- Kabos Endre vívó,
- Kálnoki Kis Attila öttusázó,
- Kárpáti Károly birkózó,
- Kásás Tamás vízilabdázó,
- Kovács Katalin kajakozó,

### Világbajnokok
- Abay Péter dr. vívó – 1991-ben a budapesti, 1993-ban az esseni világbajnok csapat tagja.
- Budai Pál ökölvívó – 1951-ben kisváltósúlyban főiskolai világbajnok.
- Bánfalvi Klára kajakozó – 1954-ben a Maconban rendezett világbajnokságon kajak kettes 500 m-en Pintér Hildával az első helyet szerezte meg.
- Csapó Gábor dr. vízilabdázó – 1959-72 között az Ú. Dózsa játékosa. A Dózsa neveltjeként került a válogatottba. 1973-ban a belgrádi vb-n aranyérmet nyert csapat tagja. (olimpiai bajnok)
- Cservenyák Tibor vízilabdázó – 1972 után az Ú. Dózsa játékosa, 1973-ban a belgrádi vb-n aranyérmet nyert csapat tagja. (olimpiai bajnok)
- Darnyi Tamás úszó – 1975-1991 között az Ú Dóza versenyzője. 1986-ban a madridi vb-n győzött, 1991-ben a perthi vb-n 2 aranyat szerzett. 1988-ban 400 m-es vegyesúszásban 4:14,75-ös világcsúcsot úszott. (olimpiai bajnok)
- Dónusz Éva kajakozó – 1987-1994 között az Ú. Dózsa sportolója. 1994-ben a mexikóvárosi vb-n a 200 m-en első helyezett négyes tagja. (olimpiai bajnok)
- Farkas Péter- 1989-től az UTE versenyzője. 1990-ben a Rómában rendezett világbajnokságon (82 kg) és 1991-ben Várnában világbajnok. (olimpiai bajnok)
- Fábián László kajakozó – 1958-ban a Prágában rendezett világbajnokságon 10 000 m-en a győztes kettes tagja. 1963-ban a jajcei világ- és Európa-bajnokság győztese 10 000 m-en, párosban és négyesben. 1966-ban Grünauban (Berlin) vb-t nyert kettes tagja. (olimpiai bajnok)
- Földessy Ödön atléta, magas- és távolugró – 1954-ben főiskolai világbajnok.
- Fülöp Mihály vívó – 1956-ban ifjúsági világbajnok. 1957-ben Párizsban egyéni és csapat világbajnok és ifjúsági világbajnok.
- Gedővári Imre dr. vívó – 1979: a Mexikói Universiade egyéni győztese. 1981-ben a clermont-ferrandi vb-n, 1982-ben a római vb-n a világbajnok csapat tagja. (olimpiai bajnok)
- Gyarmati Dezső vízilabdázó – 1947-ben a párizsi főiskolai vb-győztes, 1951-ben Berlinben a főiskolai világbajnok csapat tagja. (olimpiai bajnok)
- Kelemen Péter öttusázó – 1966-ban a junior vb-n egyéni és csapat aranyérmet nyert. 1970-ben a warendorfi vb-n egyéni és csapat első helyezett volt.
- Keleti Ágnes tornász – 1949-ben a budapesti főiskolai világbajnokságon összetett egyéniben, gerendán, felemáskorláton és talajon első, csapatban második. 1954-től a Bp. Dózsa tornásza. 1954-ben a római vb-n felemáskorláton és a kéziszercsapattal első. (olimpiai bajnok)
- Kovács Katalin kajakozó – 1998-ban a vb-n a 200 m-en világbajnok és az 500 m-en második helyezett négyes tagja. 1998-ban a vb-n 200 m-en világbajnok, 500 m-en második négyes tagja volt. 1999-ben a vb-n 200 és 500 m-en világbajnok.
- Kovács Zoltán sportlövő – 1985-ben az Eszéken rendezett vb-n a győztes csapat tagja, egyéniben negyedik helyezett. 1986-ban a suhli vb-n a második helyezett csapat tagja. 1987-ben a lahti Eb-n az ezüstérmet nyert csapat tagja.
- Kálnoki Kis Attila öttusázó – 1989-ben a bp.-i vb-n, 1991-ben a San Antonio-i vb-n lett világbajnok.
- Kóczián József asztaliteniszező – 1951-53 között a Bp. Dózsa versenyzője. 1951-ben a berlini főiskolai vb-n egyesben, férfi párosban és csapatban az első, 1952-ben a bombayi vb-n csapatban világbajnok, egyesben a második, vegyes párosban a harmadik helyezett volt. 1953-ban a bukaresti vb-n férfi párosban az első, csapatban a második, egyesben és vegyes párosban a harmadik
- Kőbán Rita kajakozó – 1998-tól az UTE versenyzője. 1998-ban a szegedi vb-n 200 m-en az első helyezett négyes tagja.  -1998 előtt: 1977-től a Ferencvárosi Torna Club, 1982-től a Csepel SC versenyzője. 1983-ban kajak egyesben 500 m-en ifjúsági Európa-bajnok. 1983-tól válogatott.
- Köves Csaba vívó – 1985-től az Ú. Dózsa versenyzője. 1986-ban országos junior bajnok és junior Világ Kupa győztes. 1991-ben a budapesti vb-n, 1993-ban az esseni vb-n a világbajnok csapat tagja.
- Kreiss Fanni vívó – 2006. április 9-én a dél-koreai Tabaek City-ben női tőr kadet-világbajnok.
- Marosi Paula (Földessy Ödönné) vívó – 1962-ben a Buenos Airesben rendezett vb-n első helyezett csapat tagja. (olimpiai bajnok)
- Mayer Mihály dr. vízilabdázó – 1954-ben Budapesten a főiskolai világbajnokságot nyert csapat tagja volt. (olimpiai bajnok)
- Mizsér Attila öttusázó – 1985-ben a Melbourne-ben a vb-n győztes csapat tagja, egyéni ezüstérmes. 1986-ban a montecatini vb-n a második, 1987-ben a Moulins-ben rendezett vb-n az első helyezett csapat tagja. 1989-ben a budapesti vb-n az első helyezett csapat és a váltó tagja, egyéniben második. 1993-ban a darmstadti vb-n az első helyezett váltó tagja. Szófiában az Eb-n az első helyezett csapat, és váltó tagja. 1994-től amatőr sportlövő az UTE-ban. 1995-ben Rómában Nemzetközi Fair Play diplomát kapott. (olimpiai bajnok)
- Mészáros Erika kajakozó – 1977-től 1994-ig az UTE sportolója. 1986-ban a Montrealban rendezett vb-n 500 m-en kettesben és négyesben a világbajnok csapat tagja. (olimpiai bajnok)
- Nagyházi Zoltán dr. vívó – 1966-85 között az Ú. Dózsa versenyzője. 1978-ban a hamburgi vb-n kardcsapatban, 1981-ben a clermont-ferrandi vb-n és 1982-ben a római vb-n az első helyezett kardcsapat tagja volt.
- Navarrete József vívó – 1978-tól az Ú. Dózsa sportolója. 1992-től válogatott. 1993-ban a BEK győztes csapat tagja. 1993-ban az esseni vb-győztes csapat tagja, egyéniben ötödik. 1998-ban a La Chaux-de-Fonds-ban rendezett vb-n az első helyezett csapat tagja.
- Pacséri Kázmér vívó – 1947-49 között az UTE, 1950-56 között a Bp. Dózsa, 1957-58-ban az Elektromos, 1958-60 között a Bp. Vasas, 1960-68 között az Ú. Dózsa versenyzője. 1953-65 között válogatott. 1954-ben a bp.-i főiskolai vb-n az első helyezett tőrcsapat tagja, egyéni negyedik. 1960-68 között az Ú. Dózsa nemzetközi titkára, 1968-73 között a vívószakosztály vezetője, 1973-76 között Algériában edző, 1989-90-ben az Ú. Dózsa vívószakosztálya vezetője volt.
- Polyák Imre birkózó – 1950-64 között az Ú. Dózsa versenyzője. 1954-ben Bp.-en főiskolai, 1955-ben Karlsruheben felnőtt világbajnok. 1958-ban Bp.-en, majd 1962-ben Toledóban világbajnok. 1965-től az Ú. Dózsa edzője, a birkózó szakosztály vezetője volt, szaktanácsadó. (olimpiai bajnok)
- Rejtő Ildikó vívó – 1960-tól az Ú. Dózsa versenyzője. 1962-ben a Buenos Airesben rendezett vb-n az első helyezett csapat tagja, egyéniben ötödik. 1963-ban a gdanski vb-n egyéniben első, csapatban második. 1967-ben a montreali vb-n az aranyérmes csapat tagja. 1973-ban Göteborgban a világbajnok csapat tagja, egyéni harmadik helyezett. (olimpiai bajnok)
- Solti Attila sportlövő – Budapest, 1966. december 2. – 1986-tól az Ú. Dózsa versenyzője. 1985-94 között válogatott. 1986-ban a suhli vb-n első volt 40 vegyes lövés egyéniben. 1989-ben a szarajevói légfegyveres vb-n egyéni és csapat világbajnok. 1990-ben a moszkvai világbajnokságon és az arnheimi légfegyveres Eb-n csapatban első. 1991-ben az ausztrál válogatott szakvezetője. Részt vett 1992-ben a Barcelonában rendezett olimpián a 10 m-es futócéllövésben. 1992-től a guatemalai légitársaság vezető pilótája.
- Somodi Lajos id. vívó – 1946-60 között az UTE versenyzője. 1954-56 között válogatott. 1956-ban magyar bajnok. 1954-ben a Budapesten rendezett főiskolai világbajnokságot nyert csapat tagja. 1956-ban a Melbourneban rendezett olimpián a Bp. Dózsa versenyzőjeként vett részt.
- Stefanek Gertrúd vívó – 1977-től 1989-ig az Ú. Dózsa versenyzője. 1979-ben, 1982-83-ban és 1986-ban magyar bajnok. 1979-93 között válogatott. 1979-ben a melbourne-i vb-n a második helyezett, 1980-ban a Moszkvában rendezett olimpián a harmadik helyezett tőrcsapat tagja (Kovács Edit, Maros Magda, Stefanek Gertrúd, Szőcs Zsuzsa, Schwarczenberger (Tordasi) Ildikó). 1987-ben Lausanneben a világbajnokságot nyert csapat tagja. 1988-ban a szöuli olimpián a harmadik helyezett tőrcsapat tagja (Jánosi Zsuzsa, Kovács Edit, Stefanek Gertrúd, Szőcs Zsuzsa, Tuschák Katalin). 1994-ben a TV3 műsorvezetője.
- Szabó Bence vívó – 1991-ben a budapesti vb-n, 1993-ban az esseni vb-n a világbajnok csapat tagja. (olimpiai bajnok)
- Szilvásy Miklós birkózó- 1954-ben Bp.-en kötöttfogású váltósúlyban főiskolai világbajnok.(olimpiai bajnok)
- Székely Zoltán vívó – 1981-ben clermont-ferrandi vb egyéni győztese, a harmadik helyezett csapat tagja.
- Szolnoki Mária (Kerényiné) vívó -1973-ban Göteborgban a vb-n a győztes csapat tagja.
- Szombathelyi Tamás öttusázó – 1971-ben és 1972-ben az ifjúsági világbajnokságon győztes csapat tagja, egyéniben negyedik és második helyezett.
- Szöllősi Imre kajakozó – 1966-ban Berlinben 10000 m kettesben Fábián Lászlóval világbajnok.
- Timár István kajakozó – 1963-ban a jajcei vb-n 10000 m-en Fábián Lászlóval és négyes tagjaként nyert világbajnokságot.
- Tóth Ferenc birkózó – 1928-ban atletizálással kezdte meg sportpályafutását, majd az UTE birkózója volt. 1931-48 között 20-szoros magyar bajnok. 1933-ban Párizsban szabadfogásban pehelysúlyú világbajnok, majd 1937-ben Münchenben ismét világbajnok.
- Urányi János kajakozó – 1958-ban a prágai világbajnokságon aranyérmes kajak kettesben 10000 m-en Fábián Lászlóval.
- Ürögi László kajakozó – 1963-ban a jajce-i vb-n 10.000 m-en a győztes négyes tagja.
- Várhelyi Péter kajakozó – 1975-ben a belgrádi vb-n 4×500 m-en a győztes egyes váltó tagja.
- Vízvári György vízilabdázó – 1951-ben Berlinben főiskolai világbajnok.

### Olimpiai bajnokok
- 1932 Los Angeles
  - Barta István vízilabda
  - Halassy Olivér vízilabda
  - Németh János vízilabda
  - Kabos Endre vívás
- 1936 Berlin
  - Kárpáti Károly birkózás
  - Bozsi Mihály vízilabda
  - Halassy Olivér vízilabda
  - Kutasi György vízilabda
  - Németh János vízilabda
  - Kabos Endre vívás; e. cs.
- 1952 Helsinki
  - Szilvásy Miklós birkózás
  - Gyarmati Dezső vízilabda
  - Lemhényi Dezső vízilabda
  - Martin Miklós vízilabda
  - Vízvári György vízilabda
- 1956 Melbourne
  - Urányi János kajak; K-2 10000
  - Fábián László kajak; K-2 10000
  - Keleti Ágnes  torna; 3 e. 1 cs.
  - Gyarmati Dezső vízilabda
  - Mayer Mihály vízilabda
- 1964 Tokió
  - Polyák Imre birkózás
  - Marosi Paula vívás; cs.
  - Rejtő Ildikó vívás; e. cs.
  - Bene Ferenc labdarúgás
  - Dömötör Zoltán vízilabda
  - Mayer Mihály vízilabda
- 1968 Mexikóváros
  - Zsivótzky Gyula kalapácsvetés
  - Dunai Antal labdarúgás
  - Fazekas László labdarúgás
  - Nagy László labdarúgás
  - Noskó Ernő labdarúgás
- 1976 Montréal
  - Cservenyák Tibor vízilabda
  - Sárosi László vízilabda
- 1980 Moszkva
  - Növényi Norbert birkózás
- 1988 Szöul
  - Darnyi Tamás úszás (2 arany)
  - Mizsér Attila öttusa
  - Szabó Bence vívás
  - Csongrádi László vívás
- 1992 Barcelona
  - Farkas Péter birkózás
  - Szabó Bence vívás
  - Czigány Kinga kajak
  - Dónusz Éva kajak
  - Mészáros Erika  kajak
- 2012 London
  - Berki Krisztián torna
- 2016 Rio de Janeiro
  - Kozák Danuta kajak
- 2020 Tokió
  - Tótka Sándor  kajak
- 2024 Párizs
  - Gulyás Michelle öttusa
  - Viviana Márton teakwondo

Hazánkban az olimpiai elsőségek rangsorát az Újpesti Torna Egylet vezeti. A második a Budapesti Honvéd, harmadik helyezett a Vasas, negyedik az MTK, ötödik az FTC.

### Olimpiai ezüstérmesek
- 1928 Amszterdam
  - Halassy Olivér vízilabda
- 1932 Los Angeles
  - Kárpáti Károly birkózás
- 1948 London
  - Gyarmati Dezső vízilabda
  - Szittya Károly vízilabda
  - Lemhényi Dezső vízilabda
- 1952 Helsinki
  - Polyák Imre birkózás
- 1956 Melbourne
  - Polyák Imre birkózás
  - Keleti Ágnes torna; e. cs.
- 1960 Róma
  - Zsivótzky Gyula kalapácsvetés
  - Polyák Imre birkózás
  - Szöllősi Imre kajak-kenu (2 ezüst)
  - Rejtő Ildikó vívás; cs.
- 1964 Tokió
  - Zsivótzky Gyula kalapácsvetés
- 1968 Mexikóváros
  - Timár István kajak-kenu
  - Rozsnyói Katalin kajak-kenu
  - Marosi Paula vívás; cs.
  - Rejtő Ildikó vívás; cs.
- 1972 München
  - Dunai Antal labdarúgás
  - Dunai Ede labdarúgás
  - Juhász Péter labdarúgás
  - Rejtő Ildikó vívás; cs.
  - Szolnoki Mária vívás; cs.
  - Rónai Ildikó vívás; cs.
  - Sárosi László vízilabda
- 1980 Moszkva
  - Szombathelyi Tamás öttusa; e. cs.
  - Horváth László öttusa; cs.
- 1992 Barcelona
  - Csák József cselgáncs
- 1996 Atlanta
  - Adrovicz Attila kajak-kenu; K-4 1000
  - Csollány Szilveszter gyűrű
  - Navarette József vívás; cs.
  - Köves Csaba vívás; cs.
  - Szabó Bence vívás; cs.

### Olimpiai bronzérmesek
- 1932 Los Angeles
  - Szabados László úszás
- 1936 Berlin
  - Gróf Ödön úszás
- 1948 London
  - Tóth Ferenc birkózás
- 1952 Helsinki
  - Földessy Ödön távolugrás
  - Csányi György atlétika; 4×100
  - Goldoványi Béla atlétika; 4×100
  - Varga Ferenc kajak; K-2 1000
- 1956 Melbourne
  - Somodi Lajos vívás; csapat
- 1960 Róma
  - Bánfalvy Klára kajak; K-2 500
  - Göröcs János labdarúgás
  - Solymosi Ernő labdarúgás
  - Török Gábor labdarúgás
  - Várhidi Pál labdarúgás
  - Dömötör Zoltán vízilabda
  - Mayer Mihály vízilabda
- 1968 Mexikóváros
  - Kontsek Jolán atlétika; diszkoszvetés
  - Timár István kajak; K-2 1000
  - Rejtő Ildikó vívás
  - Dömötör Zoltán vízilabda
  - Mayer Mihály vízilabda
  - Sárosi László vízilabda
- 1976 Montreál
  - Rejtő Ildikó vívás; csapat
- 1980 Moszkva
  - Zakariás Mária kajak; K-2 500
  - Lévai István ökölvívás
  - Donáth Ferenc torna; csapat
  - Stefanek Gertrúd vívás; csapat
  - Gedővári Imre vívás; egyéni, csapat
  - Kiss István vízilabda